# Leucania amnicola
Leucania amnicola är en fjärilsart som beskrevs av Jules Pièrre Rambur 1829. Leucania amnicola ingår i släktet Leucania och familjen nattflyn. Inga underarter finns listade i Catalogue of Life.